# 斯馬利寧凱
斯馬利寧凱是立陶宛的城市，位於尤爾巴爾卡斯以西12公里的尼曼河右岸，由陶拉蓋縣負責管轄，海拔高度20米，面積1.77平方公里，鎮上第一間東正教教堂在1878年建成，2010年人口599。